# Padang (île)
Pour les articles homonymes, voir Padang (homonymie).
L' île de Padang est une île située dans la province indonésienne de Riau, proche de la côte orientale de l'île de Sumatra dont elle séparé par le détroit de Panjang qui longe sa côte Est.

Au Nord, se trouve l'île de Bengkalis avec laquelle est séparé par le détroit de Padang.

Au sud, le détroit d'Asam l'isole de l'île de Tebing Tinggi, tandis qu'au Sud-Est se trouve l'île de Merbau.
Administrativement, l'île fait partie du kabupaten des îles Meranti.